# اغنر (آلاداغ)
اغنر (به ترکی استانبولی: Eğner) یک منطقهٔ مسکونی در ترکیه است که در آلاداغ، آدانا واقع شده‌است.